# Mlle. Dazie
Mlle. Dazie, pseudonimo di Daisy Ann Peterkin, nota anche come Mademoiselle Dazie (Saint Louis, 18 settembre 1884 – Miami Beach, 12 agosto 1952), è stata una cantante, attrice e ballerina statunitense.

## Biografia
Nata Daisy Ann Peterkin a St. Louis, nel Missouri, nel 1884, fece la sua prima apparizione nel vaudeville come Le Domino Rouge, indossando in scena una maschera rossa.
Benché fosse americana, adottò in seguito un nome d'arte che ritenne più esotico, quello di Mlle. Dazie ed è con questo nome che apparve nelle due prime edizioni delle Ziegfeld Follies, quelle del 1907 e del 1908. Per il circuito Keith, andò in tournée con il balletto pantomima L'Amour d'Artiste e, nel 1917, fu la protagonista di un altro balletto pantomima diretto da Herbert Brenon.
Si sposò due volte: la prima con Mark A. Luescher, la seconda, nel 1913, con Cornelius Fellowes, Jr. Morì nel 1952, in Florida, a 67 anni, nella Contea di Dade.
Nel 1926, il suo personaggio - interpretato da Gladys Brockwell - apparve sullo schermo con Spangles, un film ambientato nel mondo del circo che aveva come protagonista Marian Nixon.

## Spettacoli teatrali
- The Belle of New York (Broadway revival, 22 gennaio 1900)
- Ziegfeld Follies of 1907 (Broadway, 8 luglio 1907)
- Ziegfeld Follies of 1908
- La Belle Paree / Bow-Sing / Tortajada
- La Belle Paree
- The Merry Countess
- Maid in America
- Aphrodite (Broadway, 24 novembre 1919)

## Filmografia
- The Black Panther's Cub, regia di Émile Chautard (1921)